# Zemonico
Zemonico (già Zemonico inferiore, in croato Zemunik Donji) è un comune della Dalmazia nella regione zaratina, Croazia.

## Geografia antropica

### Località
Il comune di Zemonico è suddiviso in 3 frazioni (naselja), di seguito elencate. Tra parentesi il nome in lingua italiana.
- Smoković (Smocovich[6])
- Zemunik Donji (Zemonico[2][7]), sede comunale
- Zemunik Gornji (Zemonico Superiore[4][8])

## Infrastrutture e trasporti
- Sul suo territorio comunale si trova l'aeroporto di Zara-Zemonico